# Krommheck
Krommheck är en kulle i Luxemburg. Den ligger i kommunen Parc Hosingen, i den norra delen av landet, 47 kilometer norr om staden Luxemburg. Toppen på Krommheck är 456 meter över havet.